# Arthur Harding
Pour les articles homonymes, voir Harding.

a Compétitions nationales et continentales officielles uniquement.

b Matchs officiels uniquement.
Arthur Harding, né le 8 août 1878 à Market Rasen (Angleterre) et mort le 15 mai 1947 à Wanganui (Nouvelle-Zélande), est un joueur international gallois de rugby à XV, évoluant au poste d'avant.

## Biographie
Il honore sa première sélection le 11 janvier 1902, contre l'Angleterre, et sa dernière  .contre l'Écosse le 1er février 1908. Arthur Harding joue vingt fois avec le pays de Galles, dans cette période connue comme le premier « Âge d'or » du rugby gallois, remportant quinze victoires pour vingt matches disputés, battant notamment les Originals, équipe représentant la Nouvelle-Zélande en tournée en Grande-Bretagne en 1905, en France et en Amérique du Nord en 1906. Arthur Harding joue aussi quatre test matchs avec les Lions britanniques, en 1904 en Australie et en Nouvelle-Zélande, sous le capitanat de David Bedell-Sivright. Il retourne en Nouvelle-Zélande en 1908 avec une sélection de joueurs anglo-gallois dont il est le capitaine. Il perd deux rencontres contre les All Blacks et concède un match nul. À la fin de sa carrière internationale, Harding émigre à Wanganui, jusqu'à son décès survenu en 1947,.

## Statistiques

### En équipe nationale
- Vingt sélections pour le pays de Galles entre 1903 et 1908.
- 1 essai, 3 points avec les Gallois.
- Sélections par année : 3 en 1902, 3 en 1903, 3 en 1904, 4 en 1905, 4 en 1906, 1 en 1907, 2 en 1908.
- Participation à sept tournois britanniques en 1902, 1903, 1904, 1905, 1906, 1907 et 1908.

Sélections par adversaire :
- Afrique du Sud 1906 ;
- Angleterre 1902, 1903, 1904, 1905, 1906, 1908 ;
- Irlande 1902, 1903, 1904, 1905, 1906, 1907 ;
- Nouvelle-Zélande 1905 ;
- Écosse 1902, 1903, 1904, 1905, 1906, 1908.

### Avec les Lions britanniques
- Quatre sélections avec les Lions britanniques en 1904 en tournée en Australie et en Nouvelle-Zélande (5 points : une pénalité et une transformation).
- Trois sélections avec les Lions en 1908 en tournée en Australie et en Nouvelle-Zélande comme capitaine.

## Palmarès
- Vainqueur du Tournoi britannique en 1902, 1905 et 1908 avec l'équipe du pays de Galles.
- Vainqueur de la Triple couronne en 1902 et 1905 avec l'équipe du pays de Galles.